# Wolf-ház (Szeged)
Az épületet Wolf Károly, a különc életvitelű szegedi tiszti főorvos kérésére tervezte Smith Lajos. A szecessziós stílusban megálmodott épület a eredetileg a Tisza-hídra felvezető vasúti pálya töltése mellett, fákkal és bokrokkal benőtt terület szélén állt.
Az épület az alföldi nagyvárostól némileg idegen, Erdélyre emlékeztető jegyekkel épült meg. Erdélyre emlékeztettek a kéményt burkoló faragott kő (az eredeti tervek szerint az épület nagy részét kő borította volna), a tetőt borító hódfarkú cserepek, illetve az udvar bejárata fölé emelt székelykapu is. Az épület vertikális elrendezése különleges, amelynek a telek fekvése az oka. A szegedi nagy árvíz után az újjáépítést koordináló bizottság úgy határozott, hogy a Bokor utca szintjét 1,6 méterrel meg kell emelni. Az Wolf-ház tervezésekor a városi hatóság megkövetelte, hogy az új épület a feltöltés kijelölt szintjéhez igazodjon. A meg nem valósult feltöltés miatt napjainkban is az eredetileg pincének szánt szint foglalja el a földszintet és az eredetileg földszintnek épült szint az első emeletet.
A ház kivitelezése az építtető és a városi építési hatóság hadakozása közben zajlott. A város csak nehezen fogadta el, hogy az épület bejáratához egy közterületen épített lépcső vezessen. A házat tűz- és balesetbeszélyesnek minősítették a tetőszerkezet elrendezése és az elektromos hálózat berendezéseinek elhelyezése miatt. A lakhatási engedélyt végül csak azzal a kikötéssel adták meg Wolf számára, hogy megtiltották a pinceszint és a padlásszint lakásként történő használatát. Az építési hatóság határozata azonban nem akadályozta az agglegény tiszti főorvost abban, hogy házának ezen részeit egyetemisták számára adja ki. Wolf Károly legnevezetesebb albérlői a pinceszinten lakó Radnóti Miklós és az emeleten berendezkedő Tolnai Gábor voltak. Radnóti kedvelte a nyugodt, különleges hangulatú környéket és kedvelte főbérlőjét is, aki több alkalommal is dolgozószobájába invitálta a költőt hanglemezhallgatásra.
E házban ért tragikus véget Wolf Károly élete: a Vörös Hadsereg csapatainak városba érkezésének napján, 1944. október 8-án a szélsőjobboldali meggyőződésűnek tartott orvos az épület dolgozószobájában követett el öngyilkosságot. Radnóti Miklós egykori lakóhelyét 1969-ben emléktáblával jelölték meg. 1998-ban a Wolf-házat felújították, a pinceszint a szecessziótól idegen stílusú vasrácsokat, a lábazat apró szemcsés műanyag lábazati vakolatot, a főbejárat pedig műanyagból készült ajtót kapott. Az épület jelenlegi arculata már csak kevésben emlékeztet a két világháború közötti időszak hangulatára.